# Eivar Widlund
Eivar Widlund (né le 15 juin 1906 à Örebro et mort le 15 mars 1968) était un footballeur international suédois, qui jouait en tant que gardien de but.

## Biographie
Widlund évoluait dans le club du championnat suédois (Allsvenskan) de l'AIK Solna lorsqu'il était un joueur international dans l'équipe de Suède.
Il est sélectionné pour disputer la coupe du monde 1934 en Italie, où son pays atteint les quarts-de-finale.
Il est le mari de l'athlète suédoise Maj Jacobsson.